# Mycalesis mareotis
Mycalesis mareotis är en fjärilsart som beskrevs av William Chapman Hewitson 1873. Mycalesis mareotis ingår i släktet Mycalesis och familjen praktfjärilar. Inga underarter finns listade i Catalogue of Life.